# Visolaje
Visolaje (bis 1927 slowakisch „Visolaj“; ungarisch Viszolaj) ist eine Gemeinde in der Nordwestslowakei am Flüsschen Pružinka gelegen.

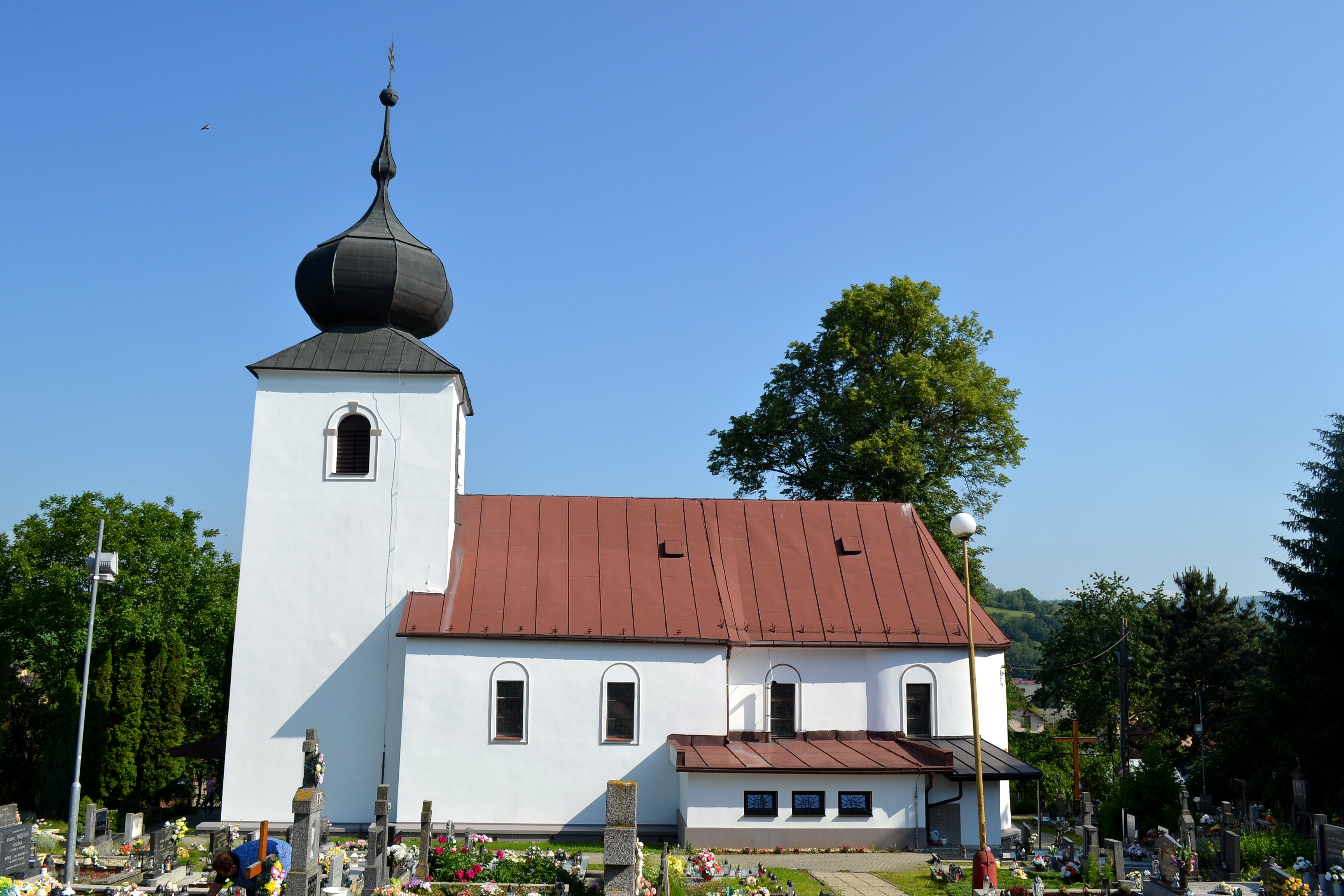
St. Gallus-Kirche

Der Ort wurde 1327 erstmals schriftlich als Wizolay erwähnt. 1796 gab es im Ort eine Brauerei, eine Schnapsbrennerei und eine Papierfabrik, im 18. Jahrhundert ließ Graf Csáky aus Roh- und Steinziegeln ein Kastell samt Obstgarten erbauen. Die Einwohner waren hauptsächlich in der Landwirtschaft, mit der Imkerei, der Herstellung von Honigwein und nach der Gründung der Tschechoslowakei der Korbmacherei und der Obstbaumzucht beschäftigt.
1947 wurde eine Fabrik zur Pelzfärbung und -veredelung im Ort eröffnet (Holický-Bobula), diese wurde im Jahr darauf schon verstaatlicht.
Sehenswert im Ort ist die Kirche, die 1332 erbaut und 1786 barockisiert wurde.

## Bevölkerung
| Jahr                | 1994 | 2004    | 2014    | 2024    |
| ------------------- | ---- | ------- | ------- | ------- |
| Anzahl der Personen | 908  | 947     | 911     | 960     |
| Unterschied         |      | +4,29 % | −3,80 % | +5,37 % |

| Jahr                | 2023 | 2024    |
| ------------------- | ---- | ------- |
| Anzahl der Personen | 981  | 960     |
| Unterschied         |      | −2,14 % |